# 相移振盪器
相移振盪器是產生弦波的振盪器，由一個反向放大器、一個把相位'移動'180度的回授濾波器組成。
這一組濾波器必需設計成當頻率比設計頻率略高或略低時，訊號的相位都會比180度略多或略少。如此一來只會在設計頻率產生建設性的疊合，而其他頻率的訊號都會快速衰減。
最常見的作法是使用三級疊加的RC濾波器，這種濾波器在頻譜的一端的相位差是0度，另一端的相位差是270度。

## 以運算放大器實作

相移振盪器電路圖

其中一種使用1個運算放大器、3個電容、4個電阻的的作法是如右圖。
計算振盪頻率與振盪條件的過程相當複雜，因為每一級的RC電路都要考慮到前一級的影響。計算通常假設所有的電阻（除了負回授電路中的電阻，因為要用來控制放大倍率）、所有的電容的值都一樣以簡化計算：
以圖中的接法，若R1 = R2 = R3 = R, and C1 = C2 = C3 = C，那麼振盪頻率為：
{\displaystyle f_{Oscillation}={\frac {1}{2\pi RC{\sqrt {6}}}}}
此外，振盪條件：{\displaystyle R_{feedback}=29R}
若是不使用這樣的簡化條件的振盪頻率計算結果如下：
{\displaystyle f_{Oscillation}={\frac {1}{2\pi {\sqrt {R_{2}R_{3}(C_{1}C_{2}+C_{1}C_{3}+C_{2}C_{3})+R_{1}R_{3}(C_{1}C_{2}+C_{1}C_{3})+R_{1}R_{2}C_{1}C_{2}}}}}}
振盪條件: {\displaystyle R_{feedback}=2(R_{1}+R_{2}+R_{3})+{\frac {2R_{1}R_{3}}{R_{2}}}+{\frac {C_{2}R_{2}+C_{2}R_{3}+C_{3}R_{3}}{C_{1}}}+{\frac {2C_{1}R_{1}+C_{1}R_{2}+C_{3}R_{3}}{C_{2}}}+{\frac {2C_{1}R_{1}+2C_{2}R_{1}+C_{1}R_{2}+C_{2}R_{2}+C_{2}R_{3}}{C_{3}}}+{\frac {C_{1}R_{1}^{2}+C_{3}R_{1}R_{3}}{C_{2}R_{2}}}+{\frac {C_{2}R_{1}R_{3}+C_{1}R_{1}^{2}}{C_{3}R_{2}}}+{\frac {C_{1}R_{1}^{2}+C_{1}R_{1}R_{2}+C_{2}R_{1}R_{2}}{C_{3}R_{3}}}}
（另一種在每一級RC電路間加上運算放大器的作法也可以簡化振盪頻率與振盪條件的計算）